# ATC kód D02
ATC kód D02 Emoliencia a protektiva je hlavní terapeutická skupina anatomické skupiny D. Dermatologika.

## D02A Emoliencia a protektiva

### D02AB Přípravky obsahující zinek
D02AB	Přípravky obsahující oxid zinečnatý

### D02AC Měkký parafin a tukové produkty
D02AC Měkký parafin a tukové produkty

### D02AE Léčiva obsahující ureu
D02AE01 Karbamid
D02AE51 Karbamid,kombinace

### D02AF Léčiva obsahující kyselinu salicylovou
D02AF Léčiva obsahující kyselinu salicylovou

## Poznámka
- Registrované léčivé přípravky na území České republiky.
- Informační zdroj: Státní ústav pro kontrolu léčiv, Všeobecná zdravotní pojišťovna.